# 13433 Phelps
13433 Phelps è un asteroide della fascia principale. Scoperto nel 1999, presenta un'orbita caratterizzata da un semiasse maggiore pari a 2,3756599 UA e da un'eccentricità di 0,1761064, inclinata di 5,22353° rispetto all'eclittica.